# Nikola Karczewska
Nikola Karczewska (* 16. Oktober 1999 in Zielonka) ist eine polnische Fußballspielerin. Seit Sommer 2025 steht die polnische Nationalspielerin bei Lazio Rom unter Vertrag.

## Karriere

### Vereine
Karczewska spielte zuletzt von 2016 bis 2019 für UKS SMS Łódź in der Ekstraliga. Von 2019 bis 2021 war sie für den Ligakonkurrenten Górnik Łęczna aktiv, mit dem sie am Ende ihrer ersten Saison das Double gewann und somit auch in der Champions-League-Saison 2020/21 insgesamt vier Spiele bestritt, bevor sie mit ihrer Mannschaft nach Hin- und Rückspiel Paris Saint-Germain mit 1:8 im Sechzehntelfinale unterlegen war.
Zur Saison 2021/22 wechselte sie zum französischen Erstligisten FC Fleury. Ihr Ligadebüt gab sie zum Saisonauftakt am 29. August 2021 (1. Spieltag) bei der 0:5-Niederlage im Auswärtsspiel gegen Paris Saint-Germain; ihr erstes Tor erzielte sie am 25. September 2021 (4. Spieltag) im Heimspiel gegen die ASJ Soyaux mit dem Siegtreffer zum 1:0 in der 39. Minute. Am Ende der Spielzeit war sie mit neun Toren in 21 Punktspielen die beste Torschützin ihrer Mannschaft.
Zur Saison 2022/23 unterschrieb sie mit der Frauenfußballabteilung von Tottenham Hotspur einen Zweijahresvertrag mit der Option auf eine Verlängerung um ein weiteres Jahr. Ihr Ligadebüt in der WSL bestritt sie am 24. September 2022 (3. Spieltag) bei der 0:4-Niederlage im Auswärtsspiel gegen den Arsenal FC. Das erste von zwei Saisontoren gelang ihr am 30. Oktober 2022 (6. Spieltag) beim 8:0-Sieg im Auswärtsspiel gegen Brighton & Hove Albion mit dem Treffer zum 2:0 in der 19. Minute.
Im September 2023 wechselte sie auf Leihbasis für ein Jahr zum Bundesligisten Bayer 04 Leverkusen. Ihr Pflichtspieldebüt gab sie am 10. September 2023 im Wettbewerb um den DFB-Pokal. Beim 3:0-Zweitrundensieg über den Zweitligisten SV Meppen erzielte sie den Treffer zum Endstand in der 88. Minute. Ihr Bundesligadebüt erfolgte eine Woche später zum Saisonauftakt bei der 0:3-Niederlage im Auswärtsspiel gegen den VfL Wolfsburg. Am 30. September 2023 (3. Spieltag) gelangen ihr beim 6:0-Sieg im Heimspiel gegen den Aufsteiger 1. FC Nürnberg mit einem Hattrick ihre ersten Bundesligatore.
Im Sommer 2024 wechselte Karczewska nach Italien zur AC Mailand und unterschrieb dort einen bis zum 30. Juni 2026 datierten Vertrag. Ein Jahr später wechselte sie ligaintern zur Frauenabteilung von Lazio Rom.

### Nationalmannschaft
Karczewska debütierte als Nationalspielerin für die U19-Nationalmannschaft, die am 12. September 2017 im ersten Spiel der 1. EM-Qualifikationsrunde für die Europameisterschaft 2018 in der Schweiz die U19-Nationalmannschaft Griechenlands mit 3:1 bezwang; dabei gelang ihr mit dem Treffer zur 1:0-Führung in der 28. Minute auch gleich ihr erstes Länderspieltor.
Karczewska debütierte für die A-Nationalmannschaft, die das am 14. Juni 2019 in Poprad gegen die Nationalmannschaft der Slowakei in Freundschaft ausgetragene Länderspiel mit 0:1 verlor.
Ihre ersten A-Länderspieltore erzielte sie am 7. April 2022 im siebten Spiel der WM-Qualifikationsgruppe F beim 12:0-Sieg über die Nationalmannschaft Armeniens in Gdynia, in dem sie allein sechs Tore erzielte.

## Erfolge
- Polnische Meisterin: 2019/20
- Polnische Pokalsiegerin: 2019/20